# Protracheoniscus karakorum
Protracheoniscus karakorum är en kräftdjursart som beskrevs av Jackson 1955. Protracheoniscus karakorum ingår i släktet Protracheoniscus och familjen Trachelipodidae. Inga underarter finns listade i Catalogue of Life.